# Торица
То́рица, или Шпе́ргель (лат. Spérgula) — род травянистых растений семейства Гвоздичные (Caryophyllaceae).

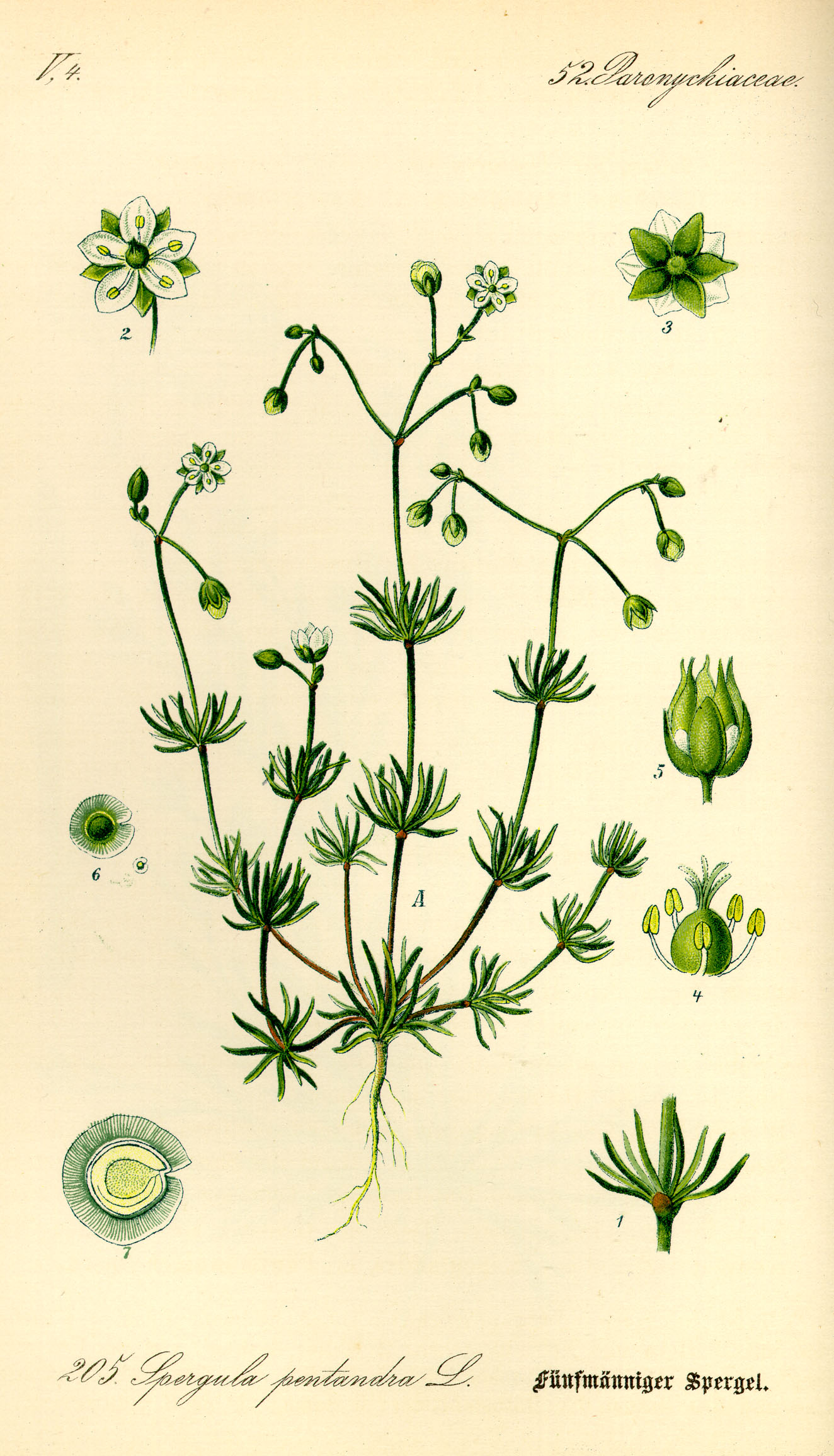
Spergula pentandra.

## Ботаническое описание
Это преимущественно однолетние травы, развивающие восходящие или простёртые сильно ветвистые от основания стебли, с линейными супротивными листьями, с перепончатыми, попарно-сросшимися прилистниками; кроме удлинённых ветвей, на стебле развиваются ещё укороченные, отчего листья кажутся мутовчатыми.
Мелкие белые цветки собраны в рыхлых вильчатых соцветиях (дихазиях). Цветок правильный, обоеполый; чашечка пятилистная, венчик о пяти цельных лепестках, тычинок 5—10; пестик о пяти столбиках; завязь одногнёздная. Цветоножки после цветения отгибаются.
Плод — пятистворчатая коробочка с многочисленными, легко осыпающимися семенами, которых одно растение даёт до 28 тысяч.

## Распространение
Виды торицы дико произрастают в умеренном климате обоих полушарий.
В России повсеместно встречается Торица полевая (Spergula arvensis L.) — у жилья, вдоль дорог, по пустырям, пескам, полям.

## Значение и использование
Является сорняком яровых культур, особенно злостным для посевов льна. Зелёная масса и силос торицы пригодны в качестве хорошего корма для скота.

## Классификация

### Таксономия
Spergula L., 1753, Sp. Pl.: 440
Род Торица относится к семейству Гвоздичные (Caryophyllaceae) порядка Гвоздичноцветные (Caryophyllales). Кладограмма в соответствии с Системой APG IV по состоянию на декабрь 2023 года:
|  |                                      |  |                                   |                                   |                      |  | ещё 40 семейств |              |              |                                                            |
|  |                                      |  |                                   |                                   |                      |  |                 |              |              | 13 подтвержденных видов и 53 вида, ожидающих подтверждения |
|  |                                      |  |                                   | порядок Гвоздичноцветные          |                      |  |                 |              | род Торица   |                                                            |
|  |                                      |  |                                   | порядок Гвоздичноцветные          |                      |  |                 |              | род Торица   |                                                            |
|  | отдел Цветковые, или Покрытосеменные |  |                                   |                                   | семейство Гвоздичные |  |                 |              |              |                                                            |
|  | отдел Цветковые, или Покрытосеменные |  |                                   |                                   |                      |  |                 |              |              |                                                            |
|  |                                      |  | ещё 63 порядка цветковых растений | ещё 63 порядка цветковых растений |                      |  |                 | еще 97 родов | еще 97 родов |                                                            |
|  |                                      |  |                                   | ещё 63 порядка цветковых растений |                      |  |                 |              | еще 97 родов |                                                            |

### Виды
- Spergula arvensis L. — Торица полевая
- Spergula calva Pedersen
- Spergula depauperata (Naudin) Pedersen
- Spergula fallax E.H.L.Krause
- Spergula grandis Pers.
- Spergula levis (Cambess.) D.Dietr.
- Spergula maritima (All.) Pedersen
- Spergula morisonii Boreau — Торица Морисона
- Spergula pentandra L. — Торица пятитычинковая
- Spergula platensis (Cambess.) Shinners
- Spergula ramosa (Cambess.) D.Dietr.
- Spergula rubra (L.) D.Dietr.
- Spergula viscosa Lag.